# 태양의 계절

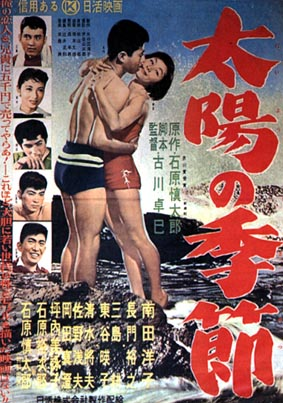
영화 포스터

《태양의 계절(太陽の季節 타이요노 키세츠[*])》는 이시하라 신타로가 1955년에 발표한 단편 소설이다. 같은해 열린 〈제1회 문학계신인상〉, 이듬해 열린 〈제34회 아쿠타가와 상〉을 받았다.
1956년에 영화화돼 인기를 얻었으며 제목을 따서 당시 향락적인 젊은이들을 비판을 담아 태양족이라 부르기도 했다. 2002년엔 텔레비전 드라마로 만들어졌지만 줄거리는 완전히 다르다.
단행본, 문고판을 합해 현재까지 발행 부수는 100만 부를 넘는다.
이시하라가 소년기를 보낸 가나가와현 즈시시 즈시 해안에는 〈태양의 계절은 여기서 시작된다.〉라는 이시하라의 자필이 들어간 기념비가 설립돼 있다.